# EPR Triângulo
A Concessionária Rodovias do Triângulo SPE, mais conhecida como EPR Triângulo, é uma concessionária de rodovias brasileira fundada em 2022, responsável pela gestão de 8 rodovias na região do Triângulo Mineiro, totalizando 627,4 km. Foi a primeira subsidiária do Grupo EPR a iniciar operações.
O lote da concessão faz parte do programa de parcerias do Governo de Minas Gerais, onde visa trazer investimentos para rodovias em estado ruim há décadas no estado. Porém seu elevado preço das tarifas de pedágio causam questionamentos na população local.
O lote inclui rodovias federais, mas que foram doadas ao estado para realizar tal operação. Atualmente toda a regulação é feita pela SEINFRA, enquanto a Artemig não é aprovada.

## Obras
A rodovia passará por grandes reformas e ampliação, que inclui:
- 55 km de faixas adicionais;
- 353 km de acostamentos;
- 36 km de duplicações;
- Pontos de parada para ônibus;
- Acessos otimizados: Entradas e saídas mais fáceis e seguras.
- Adequação de pontes e viadutos;
- Novos dispositivos de segurança;